# Amerikaans voetbalkampioenschap 1972
In 1972 werd het het vijfde seizoen van de North American Soccer League gespeeld. New York Cosmos werd voor de eerste maal kampioen.

## North American Soccer League

### Wijzigingen
- Washington Darts is verhuisd naar Miami, Florida en nam de naam Miami Gatos aan.

### Eindstand
| Plaats | Northern Division  | Wed. | W | G | V | DV | DT | Ptn |
| ------ | ------------------ | ---- | - | - | - | -- | -- | --- |
| 1.     | New York Cosmos    | 14   | 7 | 4 | 3 | 28 | 16 | 77  |
| 2.     | Rochester Lancers  | 14   | 6 | 3 | 5 | 20 | 22 | 64  |
| 3.     | Montreal Olympique | 14   | 4 | 5 | 5 | 19 | 20 | 57  |
| 4.     | Toronto Metros     | 14   | 4 | 4 | 6 | 18 | 53 | 65  |
| Plaats | Southern Division  | Wed. | W | G | V | DV | DT | Ptn |
| 1.     | St. Louis Stars    | 14   | 7 | 3 | 4 | 20 | 14 | 69  |
| 2.     | Dallas Tornado     | 14   | 6 | 3 | 5 | 15 | 12 | 60  |
| 3.     | Atlanta Chiefs     | 14   | 5 | 3 | 6 | 19 | 18 | 56  |
| 4.     | Miami Gatos        | 14   | 3 | 3 | 8 | 17 | 32 | 44  |

Notities
- De punten telling:
  - Overwinning: 6 punten
  - Gelijkspel: 3 punten
  - Verlies: 0 punten
  - Doelpunten voor (maximaal 3 ptn per wedstrijd): 1 punt

### Playoffs
De beste twee van elke divisie spelen tegen elkaar in de playoffs.
| Halve Finale    | Halve Finale      | Halve Finale |
| Team 1          | Team 2            | Uitslag      |
| --------------- | ----------------- | ------------ |
| St. Louis Stars | Rochester Lancers | 2-0          |
| New York Cosmos | Dallas Tornado    | 1-0          |
| Finale          |                   |              |
| Team 1          | Team 2            | Uitslag      |
| New York Cosmos | St. Louis Stars   | 2-1          |

## Individuele prijzen
| Prijs                | Naam             | Team            |
| -------------------- | ---------------- | --------------- |
| Most Valuable Player | Randy Horton     | New York Cosmos |
| Topscorer            | Randy Horton (9) | New York Cosmos |
| Beste nieuwkomer     | Mike Winter      | St. Louis Stars |